# Station Woodlawn
Station Woodlawn is een treinstation in Woodlawn in het Ierse graafschap Galway. Het ligt aan de lijn van Galway naar Dublin. Via Athenry is er een verbinding met Limerick. 

## Verbindingen
In de dienstregeling van Iarnród Éireann voor 2015 heeft Woodlawn verbindingen met Galway en met Dublin. Het station wordt niet door alle treinen aangedaan. Naar Galway gaan zeven treinen per dag, naar Dublin vertrekken vijf treinen per dag. Daarnaast gaat er 's avonds nog een trein tot aan Athlone.